# Судноплавство на Волзі

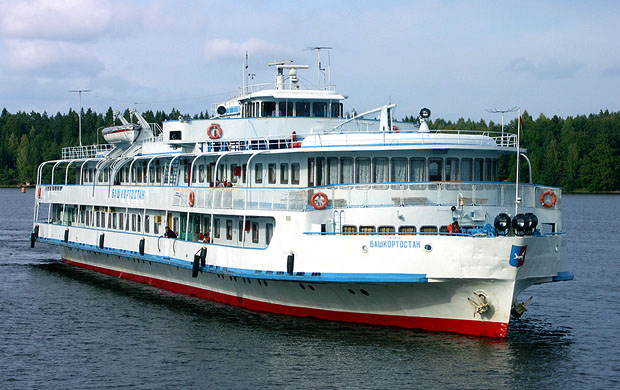
Теплохід «Башкортостан» проекту 305 на Волзі в Сосенках

Судноплавство на Волзі існувало з найдавніших часів. Волзький торговий шлях виник у VIII столітті.
При Івані Грозному, після завоювання Казані і Астрахані, відкрився наскрізний рух по річці до її гирла з виходом до Каспійського моря.
Перші пароплави на Волзі з'явилися наприкінці 1810-х — на початку 1820-х років, вони належали поміщику Д. П. Єврєїнову. Становлення пароплавства на Волзі сповільнилося через монополію шотландського підприємця Карла Берда до 1842 року, і за цей період на Волзі було збудовано лише 16 пароплавів. В 1843 році за рішенням уряду було створено Товариство «пароплавства по Волзі» з центром в Санкт-Петербурзі, а регулярна пароплавна навігація організована з 1846 року.
Згодом на Волзі були організовані і інші великі пароплавні суспільства — «Самолетъ», «По Волге», «Кавказ и Меркурий», а також безліч невеликих компаній, які конкурували одна з одною.
У 1918 році судна приватних пароплавств було націоналізовано.
У роки Великої Вітчизняної війни на Волзі діяла Волзька флотилія, яка здійснювала військові перевезення, знешкоджувала міни, брала участь у кількох битвах.
В даний час (згідно з переліком внутрішніх водних шляхів, затверджених Урядом Росії в 2002 році) Волга вважається судноплавною від Ржева; до внутрішніх водних шляхів Росії відносять ділянку від Ржева до пристані Колгоспник (589 км), від пристані Колгоспник до пристані Бертюль в селищі Червоні Барикади (2604 км), а також 40-кілометрову ділянку в дельті Волги.